# Gàlib

Gàlib d'un pont, o «gàlib d'obstacles»

El terme gàlib, de l'àrab qálib, qālab o  qālib, i aquest del grec καλόπους, forma (en el sentit d'un motlle que té la figura i les dimensions d'un objecte que, posat dins o fora d'aquell, s'hi adapta i n'adquireix l'aspecte), designa les dimensions màximes, tant d'alçada com d'amplada, que poden tenir els vehicles i embarcacions o la secció interna dels llocs per on han de passar (túnels, ponts, etc..).

## Construcció naval
En construcció naval, gàlib serveix per a designar la plantilla utilitzada pels mestres de ribera i els mestres d'aixa per construir totes les quadernes i altres peces d'una nau.

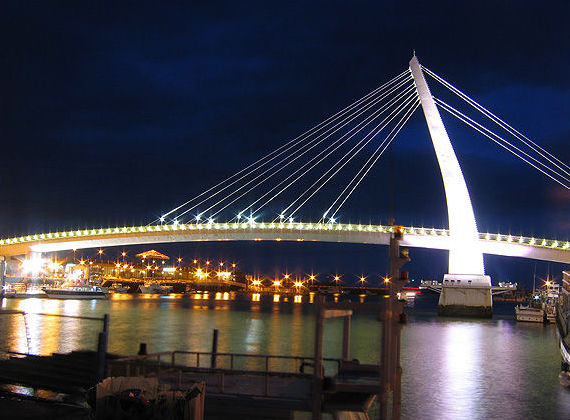
Pont de tirants, amb major gàlib a la zona de navegació.

## Obra civil
També s'utilitza per fer referència a la zona geomètrica que ha d'estar lliure d'obstacles al voltant d'un túnel o d'un pont.
En ponts es denomina gàlib a la distància entre la part inferior de la superestructura i el nivell mitjà del curs d'aigua. És un paràmetre important per a la navegació de vaixells per sota i està relacionat a la franquia, distància entre la part inferior de la superestructura i el nivell de la màxima creixent coneguda.
En els ponts el gàlib es té en compte durant el projecte només si es preveu la navegació pel curs d'aigua, i és la raó per la qual els ponts tenen, amb certa freqüència, un perfil que s'assembla al perfil d'un pont en arc. Això no determina el tipus de pont, que s'anomena atenent la forma bàsica de treball de l'estructura, però sí que aconsegueix un major gàlib sobre la zona de navegació sense que sigui necessari elevar en tot el seu desenvolupament, amb el consegüent augment de costos. Per contra, la franquia sempre s'ha de tenir en compte, ja que afecta la seguretat del pont durant una crescuda.
En infraestructures ferroviàries es parla de gàlib ferroviari, tot i que, de fet, es tracta de dos gàlibs: així es diu que els vehicles tenen gàlibs màxims i els entorns per on passen gàlibs mínims, i ambdós no poden interferir-se.

## Llum de gàlib
Per normes de seguretat, els vehicles de grandària especial com autobusos, maquinària d'obres públiques, camions, etc.. són d'obligada senyalització amb unes llums blanques en la part frontal i unes llums vermelles, en la posterior, que senyalin el gàlib màxim.